# Carapichea ipecacuanha
Ipéca, Ipécacuana
Espèce
Carapichea ipecacuanha, l'Ipéca ou Ipécacuana (du portugais ipecacuanha, du tupi Ygpecaya), est une espèce de plantes à fleurs dicotylédones de la famille des Rubiaceae et de la sous-famille des Rubioideae, originaire d'Amérique du Sud et d'Amérique centrale. Ce sont des sous-arbrisseaux, sauvages, parfois cultivés, poussant dans les vallées forestières humides. Leur racine a une saveur âcre et une légère odeur de moisi.
Les termes « ipécuana », et « ipéca » (ces dernier dérivé du précédent par apocope) désignent la plante, mais également par métonymie les racines ou rhizomes, ainsi que la drogue végétale et les préparations officinales préparées à partir de ces organes, utilisées en phytothérapie comme vomitifs et expectorants. Historiquement, ces noms ont été appliqués à plusieurs espèces de plantes originaires d'Amérique du Sud ou d'Amérique centrale et contenant de l'émétine ou des principes actifs analogues.

## Description

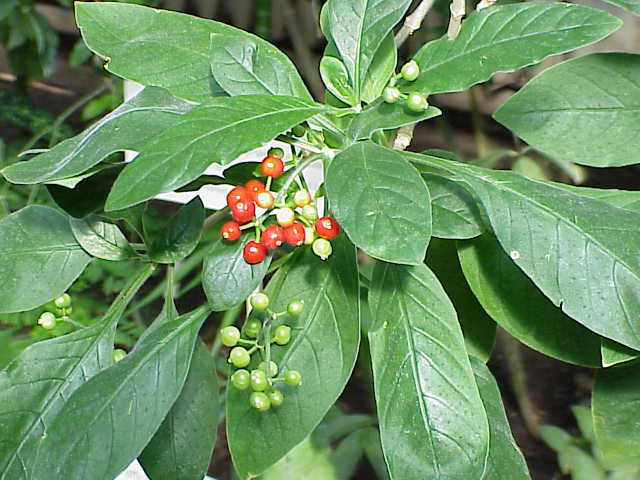
Port de la plante.

Carapichea ipecacuanha est un arbrisseau pouvant atteindre 50 cm de haut, parfois ramifié, rhizomateux, aux rameaux pubérulents ou hirtuleux à glabres. Les feuilles, de 7 à 17 cm de long sur 4 à 9 cm de large, ont un limbe elliptique à oboval, à l'apex brièvement acuminé, de texture membraneuse à papyracée, glabre à la face supérieur, pubérulent à glabrescent à la face inférieure. Elles sont portées par un pétiole de 3 à 8 mm de long, muni de stipules persistantes ou caduques.

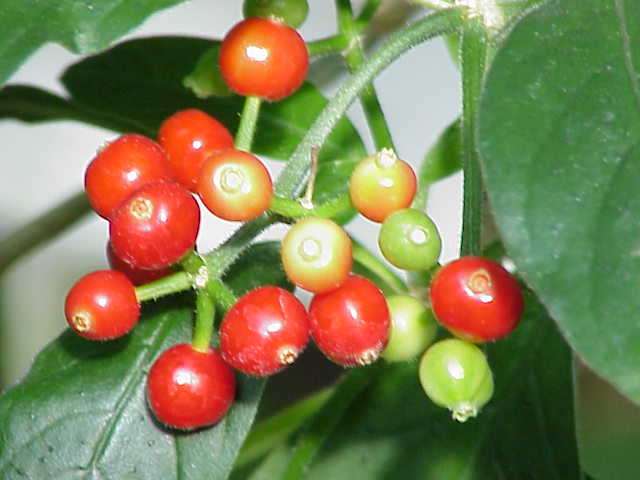
Fruits.

Les inflorescences, terminales et pseudoaxillaires, pubérulentes à glabres, vertes, sont composées de capitules subglobuleux de 1,5 à 2,5 cm de diamètre, entourés d'un involucre composé de 2 à 6 bractées de 5 à 10 mm de long. Les fleurs sessiles à subsessiles présentent un hypanthe d'environ 1 mm, cylindrique, glabrescent. La corolle infundibuliforme, pubérulente à glabre à l'extérieur, présente un tube de 3 à 4 mm de long et des lobes triangulaires de 1,5 à 2,5 mm de long.
Les infrutescences sont semblables aux inflorescences. Les fruits sont des drupes ellipsoïdales de 8 à 10 mm de long sur 4 à 8 mm de diamètre, de couleur rouge virant au noir.
Cytologie : Carapichea ipecacuanha est une espèce diploïde à 22 chromosomes (2n = 2x =22).

## Distribution et habitat
Carapichea ipecacuanha a une aire de répartition très disjointe, d'une part en Amérique centrale (Nicaragua, Costa Rica et Panama) et d'autre part en Amérique du Sud (Colombie et Brésil). Les populations contemporaines d'ipéca sont confinées à trois aires bien définies :
- une aire atlantique, dans la partie centrale du biome Mata Atlântica le long de la côte brésilienne, dans les États de Bahia, Espírito Santo, Rio de Janeiro et Minas Gerais,
- une aire amazonienne, dans la région sud-ouest du biome amazonien, dans les États brésiliens de Rondônia et Mato Grosso, et
- une aire centraméricaine, qui constitue la limite nord de l'ipéca, au Nicaragua, au Costa Rica et au Panama.

Les collectes réalisée dans les régions voisines de la Colombie (départements de Chocó, Antioquia et Bolívar) indiquent que l'aire de répartition d'Amérique centrale pourrait s'étendre plus au sud.
Les populations de l'aire amazonienne du Mato Grosso sont distantes d'au moins 2 500 km de l'aire d'Amérique centrale et de 1 600 km de l'aire atlantique,.
Cette espèce croît dans les sous-bois ombragés des forêts tropicales humides d'Amérique du Sud et d'Amérique centrale. Lorsqu'il provient des forêts du Brésil, en particulier du Mato Grosso et du Minas Gerais il est appelé « ipéca de Rio » ou « ipéca brésilien ».
La plante est également cultivée dans une certaine mesure en Malaisie, en Birmanie et dans les collines de Darjeeling au Bengale-Occidental en Inde. Sa culture en Inde a été tentée par les Britanniques en 1866 et 1872 à partir de matériel provenant du Brésil mais s'est avéré infructueuse. Au fil des ans, une production limitée s'est établie en Malaisie, en Birmanie et dans le district de Darjeeling jusqu'aux Nilgiris et au Sikkim.

## Écologie
Comme d'autres espèces indigènes brésiliennes, Carapichea ipecacuanha est considérée comme une espèce menacée en raison de la disparition progressive de son habitat naturel  du fait de la destruction du couvert végétal et d'autre part de la collecte prédatrice qui entraîne un rétrécissement de sa base génétique. Cette espèce a en effet été surexploitée depuis le début du XXe siècle pour son potentiel en médecine traditionnelle, puisqu'elle était et est toujours utilisée comme émétique, expectorant, amœbicide, diaphorétique, entre autres propriétés. Elle n'est cependant pas catégorisée par l'Union internationale pour la conservation de la nature (UICN).
Pour freiner la surexploitation des populations naturelles, des projets de domestication ont été menés au Costa Rica, au Nicaragua et au Panama, et des programmes de conservation au Brésil.

## Histoire

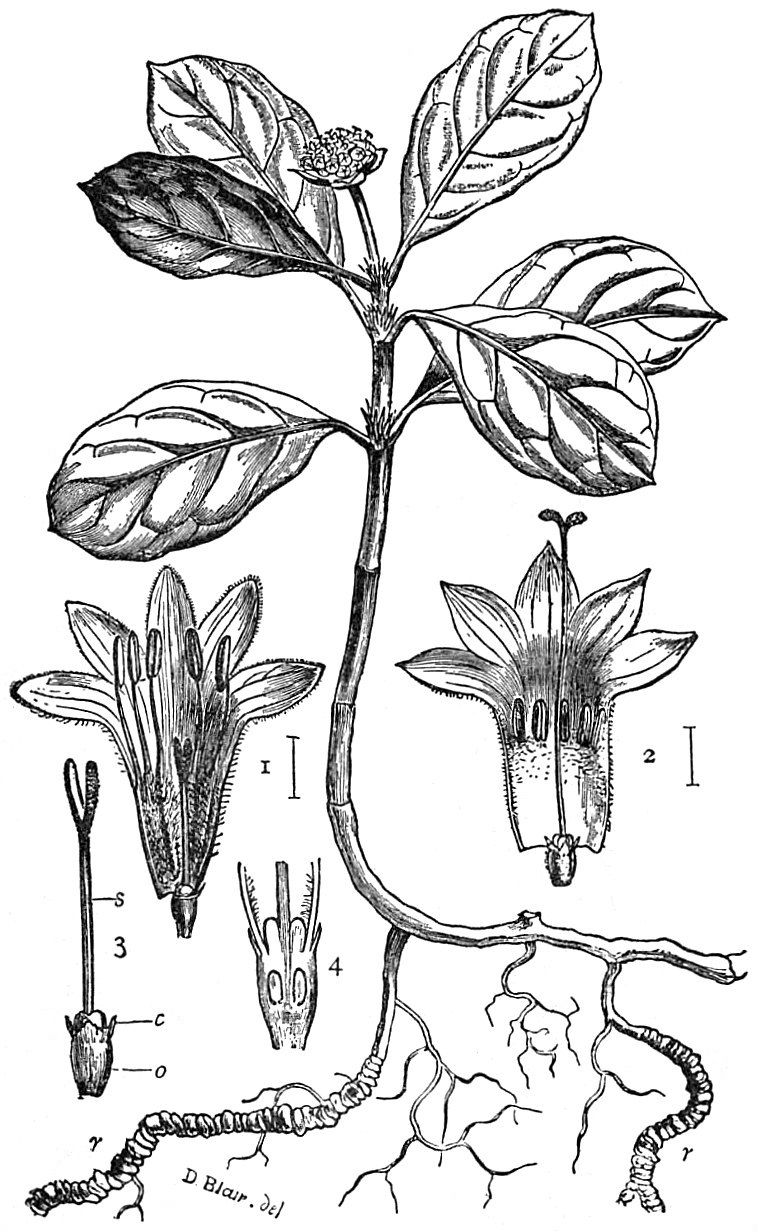
Illustration botanique, Encyclopædia Britannica (11e), v. 14, 1911, p. 737.

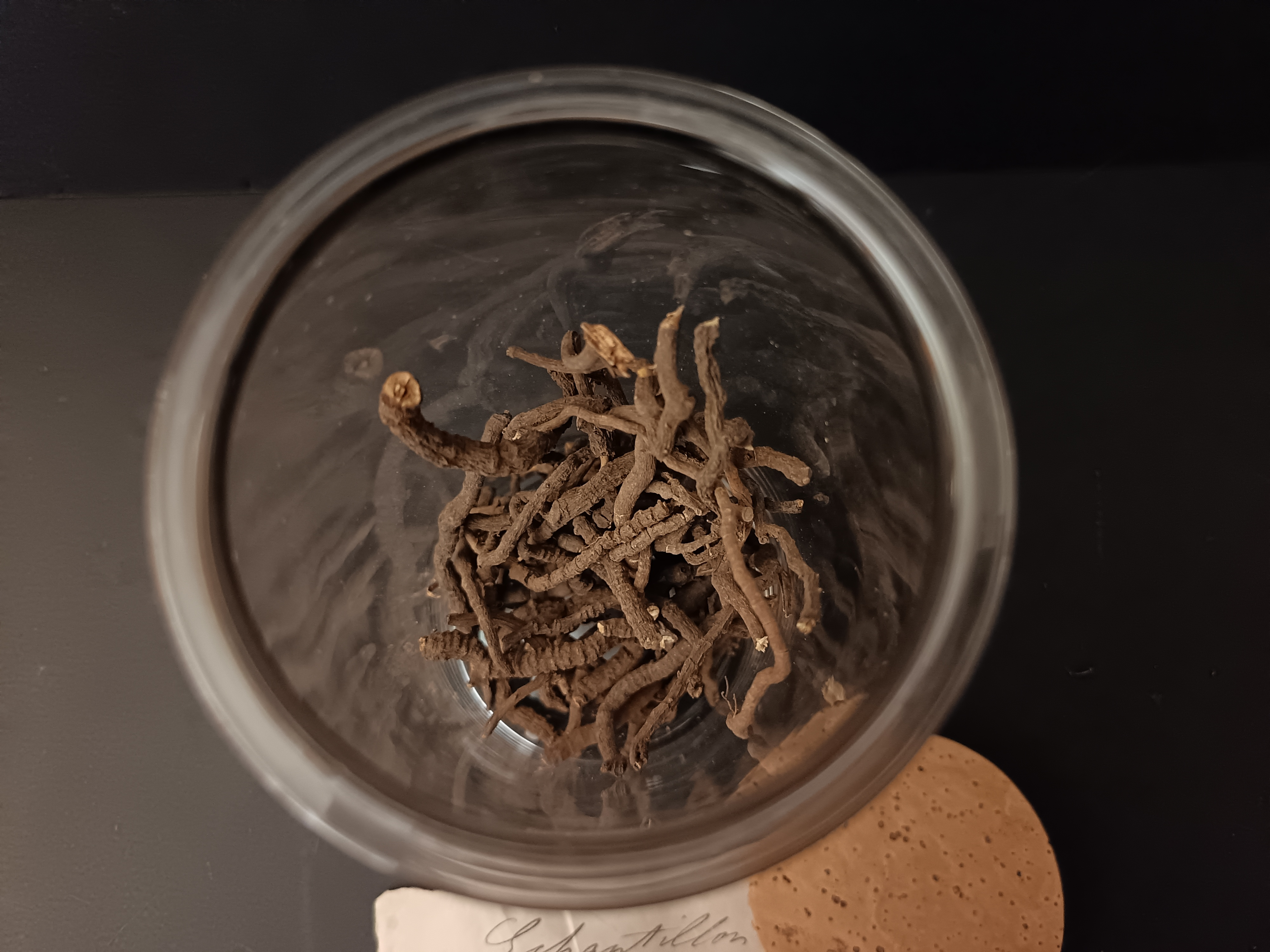
Racines d'Ipéca à usage médicinal au Droguier de l'université Lyon 1.

La racine d'ipecacuana a été découverte par un moine jésuite portugais, Miguel Tristram, à la fin du XVIe siècle au Brésil où il a vécu entre 1570 et 1600 et qu'il appela Igpecaya ou Pigaya,.
En 1648, Willem Piso et Georg Markgraf ont décrit l'ipéca plus en détail dans leur Historia naturalis Brasiliae et l'ont louée comme un remède contre la dysenterie.
Bien que d'usage courant au Brésil, l'ipécacuana n'était pas employée en Europe avant l'année 1672, lorsqu'un voyageur nommé Legras apporta à Paris des racines d'Amérique du Sud. En 1680, un marchand de Paris nommé Garnier devint propriétaire de 150 livres d'ipécacuana et informa son assistant et le médecin Jean-Adrien Helvétius de son utilité dans le traitement de la dysenterie. Par la suite, Helvétius l'a prescrit avec succès comme remède secret contre la diarrhée sanglante et en a formé la base d'un médicament breveté contre la dysenterie. Il a en particulier traité avec succès le Grand dauphin en 1686. Des essais ont été faits sur la composition et Helvétius a obtenu du roi Louis XIV le droit exclusif de vendre le remède. Quelques années après, le secret lui est acheté par le gouvernement pour 1 000 louis d'or et la formule est rendue publique en 1688,,.
L'identité botanique de l'ipecacuanha a fait l'objet de nombreuses controverses, jusqu'à ce qu'elle soit finalement réglée par Gomez, médecin de la marine portugaise, qui a apporté des spécimens authentiques du Brésil à Lisbonne en 1800.
En 1733, un médecin anglais, Thomas Dover, propose une poudre (Pulvis Doveri, poudre de Dover) à base d'ipéca et d'opium comme expéctorant.
Le physiologiste tchèque Jan Evangelista Purkinje a poursuivi des recherches sur la signification médicale de la racine au XIXe siècle.

## Taxinomie
L'espèce, Carapichea ipecacuanha, a été décrite initialement, en 1801, par le botaniste portugais Felix de Avelar Brotero sous le nom de Callicocca ipecacuanha. Elle a été par la suite reclassée dans le genre Carapichea par le botaniste suédois Bengt Lennart Andersson et publiée en 2002 dans le Kew Bulletin 57 (2): 371.

### Synonymes
Selon BioLib (24 février 2022) :
- Callicocca ipecacuanha Brot.[1] (basionyme)
- Carapichea ipecacuanha (Brot.) L.Andersson
- Cephaelis acuminata H.Karst
- Cephaelis ipecacuanha (Brot.) A.Rich.[1]
- Cephaelis ipecacuanha (Brot.) Tussac
- Evea ipecacuanha (Brot.) Standl.
- Evea ipecacuanha (Brot.) W.Wight
- Ipecacuanha fusca Raf.
- Ipecacuanha officinalis Arruda[1]
- Ipecacuanha preta Arruda[1]
- Psychotria ipecacuanha (Brot.) Standl.[1]
- Psychotria ipecacuanha
- Uragoga acuminata (H.Karst) Farw.
- Uragoga granatensis Baill.
- Uragoga ipecacuanha (Brot.) Baill.

## Composants chimiques
Les racines d'ipéca séchées, qui constituent la drogue végétale Ipecacuanhae radix, contiennent 5 à 10 % d'eau, 4 à 5 % de matières minérales et 30 à 40 % d'amidon. Elles renferment également diverses molécules, dont des tanins (notamment l'acide ipécacuanhique), des hétérosides isoquinoléino-monoterpéniques (1 % de la drogue), dont l'ipécoside et le désacétyl-iso-ipécoside, une glycoprotéine allergisante, et des alcaloïdes isoquinoléiques (1,8 à 4 % de la drogue) qui sont les principes actifs. Les principaux sont l'émétine, la céphéline et la psychotrine. D'autres alcaloïdes dérivés des précédents sont également présents, dont l'O-méthylpsychotrine, l'émétamine et la protoémétine. Ces alcaloïdes sont localisés dans le parenchyme cortical et absents du bois. Contrairement à ce qui a été publié anciennement la plante ne contient pas de saponosides,.

## Utilisation
La racine de l'ipécacuana contient de l'émétine en grande quantité, cet alcaloïde possède des propriétés émétiques (vomitives).
Une étude publiée en 1997, puis confirmée en 2009 et en 2013, par des chercheurs de l’Association européenne des centres anti-poisons et de toxicologie clinique et de l’Académie américaine de toxicologie clinique n'a apporté aucune preuve convaincante d'études cliniques que l'ipéca améliore les résultats des patients empoisonnés. En outre, la disponibilité de l'ipéca diminue rapidement. Les conclusions de cette étude sont que l'administration systématique d'ipéca au site d'ingestion ou au service des urgences doit absolument être évitée. L'ipéca peut en effet retarder l'administration ou réduire l'efficacité du charbon actif, des antidotes oraux et du lavement de l'intestin. Les données sont cependant insuffisantes pour étayer ou exclure l'administration d'ipéca peu après l'ingestion de certains poisons spécifiques dans de rares situations,.
Selon le portail de toxicologie clinique du Québec : « le sirop d’ipéca ne fait plus partie des interventions du Centre antipoison du Québec à titre de décontaminant gastrique pour les empoisonnements par voie orale ». Toutefois, le sirop d'Ipéca est disponible sans ordonnance au Canada. Au Québec, il ne peut être vendu que par un pharmacien agréé et il doit être conservé dans une section de la pharmacie non accessible au public.
Le sirop d'ipéca est également connu des centres psychiatriques ainsi que des médecins pour être utilisé par des sujets atteints de boulimie. Ceux-ci utilisent le sirop comme un vomitif afin de parer à une prise de poids éventuelle à la suite d'une crise d'absorption alimentaire.